# Pentamerone
De Pentamerone (Napolitaans: Lo cunto de li cunti overo lo trattenemiento de peccerille; Nederlands: Het sprookje der sprookjes of vermaak voor de kleintjes) is een verzameling van Napolitaanse sprookjes van de Italiaanse dichter en sprookjesverzamelaar Giambattista Basile. 
De bundel werd postuum gepubliceerd in twee delen in 1634 en 1636 door zijn zuster Adriana, onder het pseudoniem Gian Alesio Abbatutis (een anagram van de naam van de dichter).
Basile verzamelde de sprookjes die verteld werden op Kreta en in Venetië. Een aantal van deze verhalen werden gebruikt door Charles Perrault en de gebroeders Grimm als basis voor hun sprookjes zoals Assepoester, Raponsje, De gelaarsde kat, Doornroosje en Hans en Grietje.
In 1948 werd een Nederlandse vertaling (door Rien Valkhoff) gepubliceerd onder de naam "Italiaansche volkssprookjes".

## Verhalen
De Pentamerone (penta = vijf) werd opgebouwd rond 1 raamvertelling waarin op vijf dagen tijd 49 verhalen worden verteld.
Eerste dag
1. Het sprookje van de reus (Lo cunto dell'uerco)
2. Het mirtetakje (La mortella)
3. Peruonto (Peruonto)
4. De onnozele hals (Vardiello)
5. De vlo (Lo polece)
6. Assepoes (La Gatta Cenerentola)
7. De zoons van de koopman (Lo mercante)
8. Geitensnoet (La facce de crapa)
9. Het betoverde hart (La cerva fatale)
10. Het gevilde oudje (La vecchia scortecata)

Tweede dag
1. Petrosinella (Petrosinella)
2. De kristallen gang (Verde prato)
3. Viola (Viola)
4. De rijk geworden bedelaar (Cagliuso)
5. De slang (Lo serpe)
6. De berin (L'orza)
7. De duif (La palomma)
8. Het slavinnetje (La schiavottella)
9. Het sluitkettinkje (Catenaccio)
10. De vriend (Lo compare)

Derde dag
1. Cannetella (Cannetella)
2. De schone vrouw met de afgehouwen handen (La Penta mano-mozza)
3. Het bot (Lo viso)
4. De dochters van de koopman (Sapia Liccarda)
5. De mestkever, de muis en de krekel (Lo scarofone, lo sorece e lo grillo)
6. Het verklede meisje (La serva d'aglie)
7. Corvetto (Corvetto)
8. De domoor (Lo 'ngnorante)
9. Rosella (Rosella)
10. De drie feeën (La tre fate)

Vierde dag
1. De steen van het haantje (La preta de lo gallo)
2. De twee gebroeders (Li dui fratielle)
3. De drie koningsdieren (Li tre ri animale)
4. De zeven zwoordjes (Li sette palommielle)
5. De draak (Lo dragone)
6. De drie kronen (Le tre corone)
7. De twee koekjes (Le doie pizelle)
8. De zeven duiven (Li sette palommielle)
9. De raaf (Lo cuorvo)
10. De hoogmoed gestraft (La soperbia casticata)

Vijfde dag
1. De gans (La papara)
2. Het geschenk van de maand maart (Li Mise)
3. Pinto Smalto (Pinto Smauto)
4. De gouden stronk (Lo turzo d'oro)
5. Sole, Luna en Thalia (Sole, Luna e Talia)
6. Sapia (La Sapia)
7. Ninnillo en Nennella (Ninnillo e Nennalla)
8. De vijf zonen (Li cinco figlie)
9. De drie citroenen (Le tre cetra)

## Verfilming
In 2015 verscheen de Italiaanse speelfilm Il racconto dei racconti, geregisseerd door Matteo Garrone en losjes gebaseerd op enkele van de verhalen.